# خوسيه أنطونيو برايس
خوسيه أنطونيو برايس (بالإسبانية: José Antonio Price)‏ هو طبيب بنمي، ولد في 1890، وتوفي في 4 أغسطس 1951.